# Efrém Chocholoušek
Efrém Václav Chocholoušek OP (5. září 1914, Třebnice – 30. září 1978, Měděnec) byl český římskokatolický kněz, člen řádu dominikánů, spolupracovník obnovy a „Strážce hrobu“ blahoslavené Zdislavy z Lemberka v Jablonném v Podještědí, osoba pronásledovaná komunistickým režimem.

## Život
Rodák z Třebnic v Čechách se rozhodl pro řeholní povolání a 27. září 1936 v Olomouci složil řádové sliby v řádu dominikánském. Na kněze byl vysvěcen 5. července 1941 v Olomouci. Během válečných let působil v Olomouci a po skončení války pracoval na obnově dominikánského života v Jablonném v Podještědí u hrobu blahoslavené Zdislavy. Zde byl administrátorem farnosti. Protože se jednalo o poválečné severočeské pohraničí, duchovní správa zde byla nesmírně náročná. V roce 1950 byl komunistickým režimem internován v klášteře Želiv. Z tohoto internačního tábora byl odveden k PTP. Po propuštění z armády pracoval v civilním zaměstnání. V 60. letech 20. století mu bylo povoleno státními úřady nastoupit jako duchovní správce komunity sester dominikánek v Měděnci. Zde sloužil sestrám až do své smrti v roce 1978. Pohřben 5. října 1978 byl v Kadani.